# 飯士山
飯士山（いいじさん）は、新潟県南魚沼市と南魚沼郡湯沢町にまたがる山である。標高は1111.2m。

## 特徴
第四紀の成層火山で20～50万年前に活動した。基岩は安山岩からデイサイト質である。基底部には安山岩（一部玄武岩）質の噴出物が存在しており、それらを覆うように多数の溶岩や火砕流が流下している。東麓はなだらかで火砕流堆積物が多く、西麓は急斜面がちで溶岩が多い。山頂や南西麓の立柄山は大規模な溶岩円頂丘でそれらを生成した後に噴火活動を停止したと考えられている。
山名の由来については山頂部に穀物の神様を祀ってあることから「飯」、富士山の姿に似ていることから「士」、をとって飯士山としたとされている。また、荘園である上田荘が近辺にあったことから別名「上田富士」とも呼ばれる。

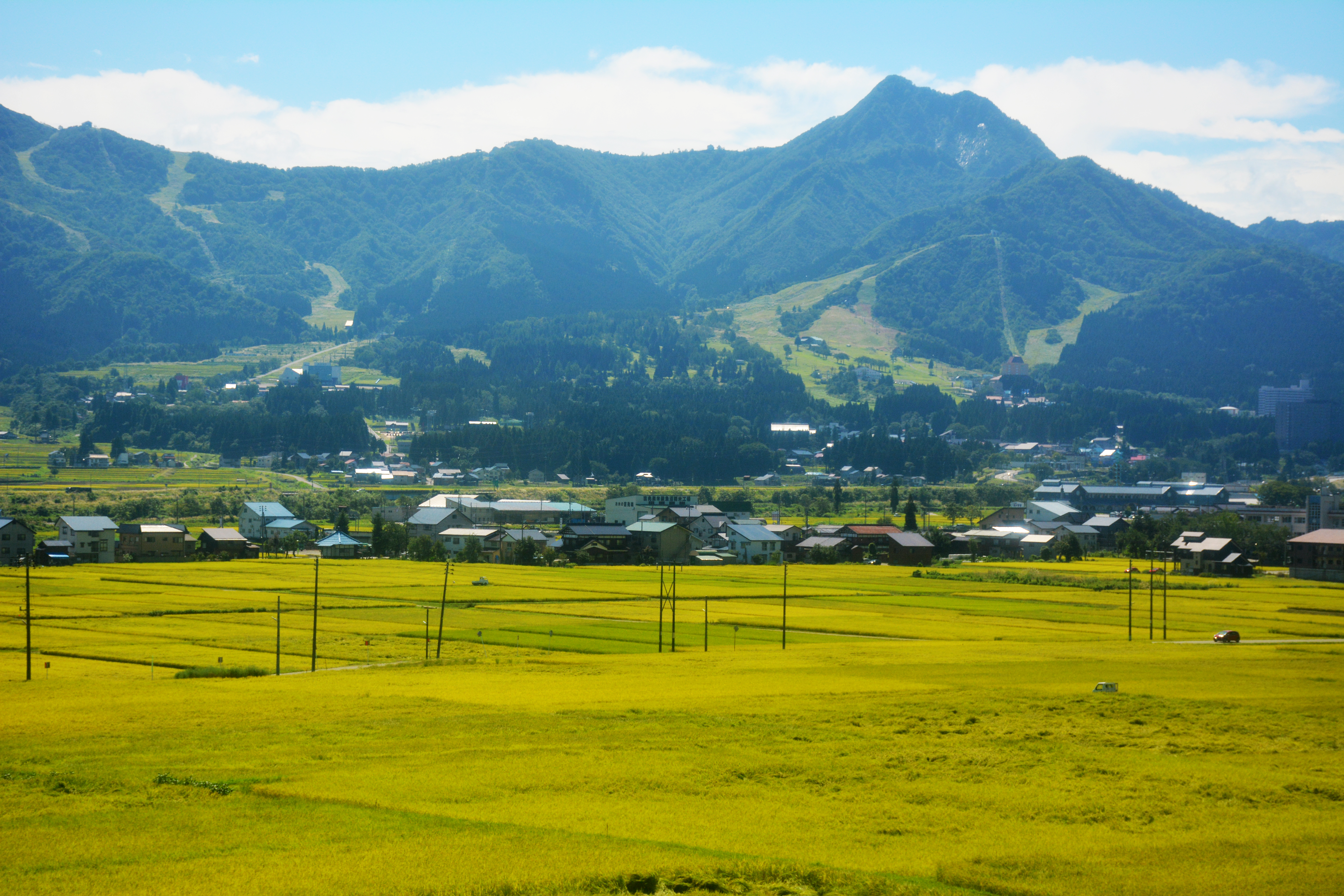
北から望む
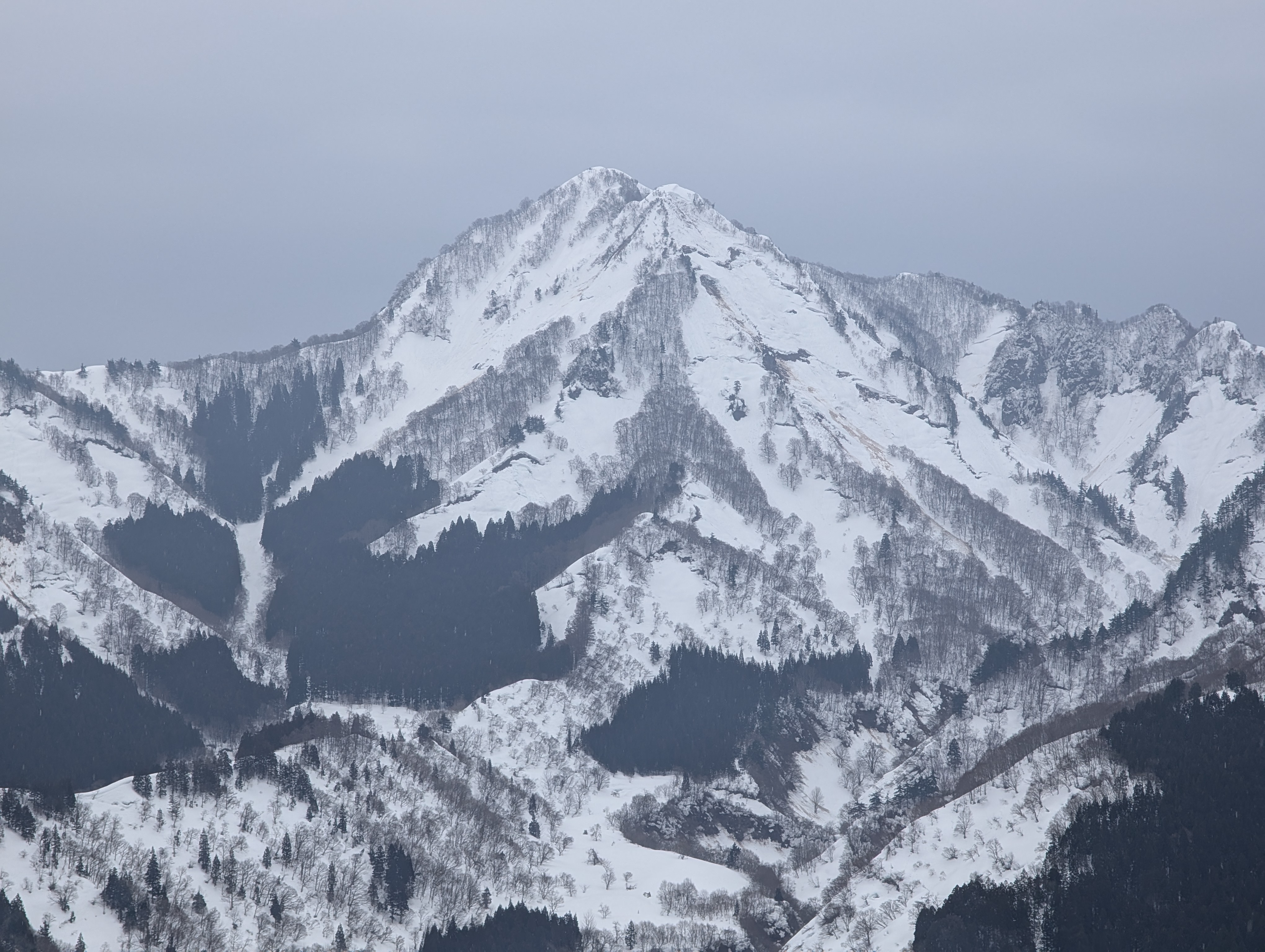
北西の石打丸山スキー場から望む

## 登山
頂上からの360度の眺望は谷川連峰の美しい姿をはじめ、八海山・中ノ岳・越後駒ヶ岳の越後三山や巻機山などの雄大な山景色が望める。また天気が良いと佐渡を見ることもできる。登山道の頂上付近では5月初旬にツツジやタムシバを楽しめる。

### ルート
岩原スキー場の登山口からの所要時間はおよそ2時間30分。最寄り駅は上越線岩原スキー場前駅。上越新幹線の越後湯沢駅から歩いても3時間30分程度で登ることが出来る。
飯士山へのアプローチにはいくつかルートがあるが、北面の舞子スキー場や南面の岩原スキー場からのアプローチが比較的登り易い。他には飯士山北西の山麓テニスコートから負欠岩を経由するコースもある。神弁橋を経て鋸尾根から山頂を目指すコースは近年整備がされていないので注意。